# Konkurs Piosenki Eurowizji 1968
13. Konkurs Piosenki Eurowizji 1968 odbył się w sobotę, 6 kwietnia 1968 w Royal Albert Hall w Londynie.
Finał konkursu wygrała Massiel, reprezentantka Hiszpanii z piosenką „La, la, la”.

## Lokalizacja

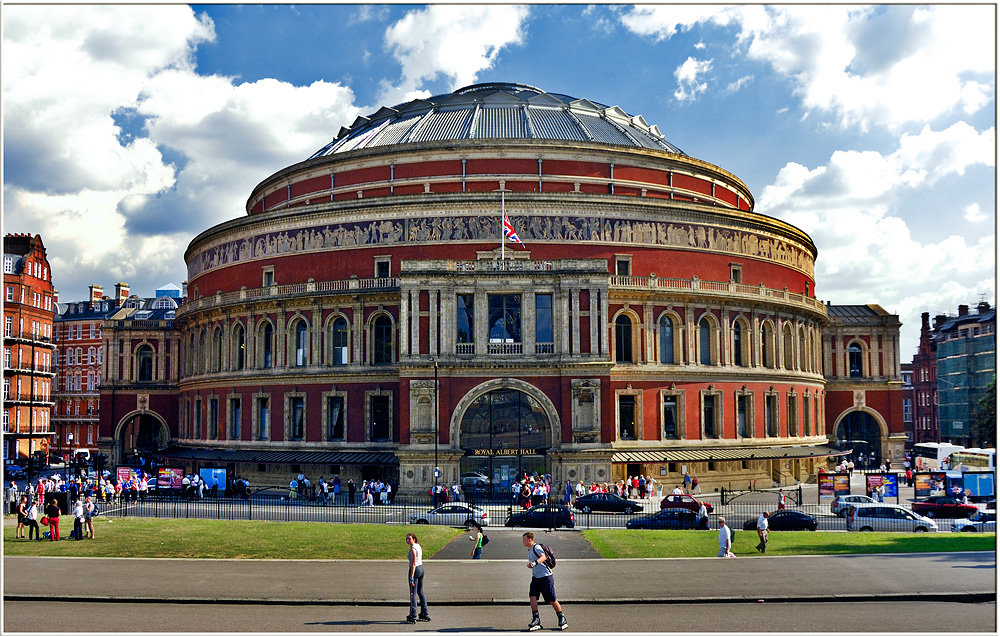
Royal Albert Hall, miejsce organizacji konkursu

Konkurs odbył się w sali koncertowej Royal Albert Hall w dzielnicy South Kensington w Londynie. Budynek został otwarty 29 marca 1871 przez Królową Wiktorię i od początku był miejscem różnych wydarzeń kulturalnych, koncertów, konferencji, balów i odczytów naukowych.

## Organizacja
Konkurs po raz pierwszy transmitowany był w kolorze przez telewizje we Francji, w Niemczech, Holandii, Szwajcarii i Szwecji. Wielka Brytania pokazała powtórkę konkursu dzień po finale. Konkurs transmitowany był także w Europie Zachodniej oraz w Tunezji.

### Kontrowersje
Zmiana reprezentanta Hiszpanii
Początkowo piosenkę „La, la, la”, która reprezentowała Hiszpanię, miał zaśpiewać Joan Manuel Serrat. Piosenkarz chciał zaśpiewać piosenkę w języku katalońskim, na co nie zgodziły się krajowe władze. Wykonawczynią, a zarazem reprezentantką kraju została Massiel, która zaśpiewała piosenkę w języku hiszpańskim.
Zarzuty fałszowania głosów
W maju 2008 hiszpański filmowiec Montse Fernández Villa w dokumencie pt. „1968. Yo viví el mayo español” zarzucił sfałszowanie wyników przez dyktatora Hiszpanii Francisco Franco, który miał wysłać funkcjonariuszom telewizji publicznej oferty pieniężne, obietnice kupna programów telewizyjnych oraz kontraktów nieznanych gwiazd. Zarzuty oparto na zeznaniach dziennikarza José María Íñigo, pracownika TVE w czasie, gdy, jak twierdzi, „fałszowanie było powszechnie wiadome”. Zgodnie z treścią dokumentu, konkurs miał wygrać reprezentujący Wielką Brytanię Cliff Richard z piosenką „Congratulations”.
Oburzenie zarzutami wyraziła zwyciężczyni konkursu Massiel, która stwierdziła, że „jeżeli wyniki miałyby być zmanipulowane, inni artyści, którzy byli bardziej chętni reżimowi Franca, skorzystaliby na tym”. Iñigo osobiście przeprosił Massiel i przyznał się do rozpuszczenia plotki. Oboje oskarżyli później stację telewizyjną La Sexta, która pokazała dokument, za wywołanie skandalu.

## Kraje uczestniczące
W konkursie wzięło udział 17 krajów, które uczestniczyło w 12. Konkursie Piosenki Eurowizji.
W finale konkursu wystąpiła m.in. reprezentująca Francję Isabelle Aubret, która wygrała 6. Konkursu Piosenki Eurowizji w 1962.
Dyrygenci
- Austria – Robert Opratko[7]
- Belgia – Henri Segers[8]
- Finlandia – Ossi Runne[9]
- Francja – Alain Goraguer[10]
- Niemcy – Horst Jankowski[11]
- Irlandia – Noel Kelehan[12]
- Włochy – Giancarlo Chiaramello[13]
- Luksemburg – André Borly[14]
- Monako – Michel Colombier[15]
- Holandia – Dolf van der Linden[16]
- Norwegia – Øivind Bergh[17]
- Portugalia – Joaquim Luís Gomes[18]
- Hiszpania – Rafael de Ibarbia Serra[19]
- Szwecja – Mats Olsson[20]
- Szwajcaria –  Mario Robbiani[21]
- Wielka Brytania – Norrie Paramor[22]
- Jugosławia – Miljenko Prohaska[23]

## Finał
Finał konkursu rozegrano 6 kwietnia 1968. O wynikach zdecydowały dziesięcioosobowe komisje jurorskie ze wszystkich uczestniczących krajów.
| L.p. | Państwo         | Język             | Artysta                          | Piosenka                             | Miejsce | Punkty |
| ---- | --------------- | ----------------- | -------------------------------- | ------------------------------------ | ------- | ------ |
| 1    | Portugalia      | portugalski       | Carlos Mendes                    | „Verão”                              | 11      | 5      |
| 2    | Holandia        | niemiecki         | Ronnie Tober                     | „Morgen”                             | 16      | 1      |
| 3    | Belgia          | francuski         | Claude Lombard                   | „Quand tu reviendras”                | 7       | 8      |
| 4    | Austria         | niemiecki         | Karel Gott                       | „Tausend Fenster”                    | 13      | 2      |
| 5    | Luksemburg      | francuski         | Chris Baldo i Sophie Garel       | „Nous vivrons d'amour”               | 11      | 5      |
| 6    | Szwajcaria      | włoski            | Gianni Mascoio                   | „Guardando il sole”                  | 13      | 2      |
| 7    | Monako          | francuski         | Line i Willy                     | „À chacun sa chanson”                | 7       | 8      |
| 8    | Szwecja         | szwedzki          | Claes-Göran Hederström           | „Det börjar verka kärlek, banne mej” | 5       | 15     |
| 9    | Finlandia       | fiński            | Kristina Hautala                 | „Kun kello käy”                      | 16      | 1      |
| 10   | Francja         | francuski         | Isabelle Aubret                  | „La source”                          | 3       | 20     |
| 11   | Włochy          | włoski            | Sergio Endrigo                   | „Marianne”                           | 10      | 7      |
| 12   | Wielka Brytania | angielski         | Cliff Richard                    | „Congratulations”                    | 2       | 28     |
| 13   | Norwegia        | norweski          | Odd Børre                        | „Stress”                             | 13      | 2      |
| 14   | Irlandia        | angielski         | Pat McGeegan                     | „Chance of a Lifetime”               | 4       | 18     |
| 15   | Hiszpania       | hiszpański        | Massiel                          | „La, la, la”                         | 1       | 29     |
| 16   | Niemcy          | niemiecki         | Wencke Myhre                     | „Ein Hoch der Liebe”                 | 6       | 11     |
| 17   | Jugosławia      | serbsko-chorwacki | Luči Kapurso i Hamo Hajdarhodžić | „Jedan dan”                          | 7       | 8      |

Legenda:
     1. miejsce
Tabela punktacyjna finału
Każdy z jurorów przyznawał po 1 punkcie swojej ulubionej piosence.
|                                                        |                 | Punkty |         |            |            |        |         |           |         |        |                 |          |          |           |        |            |   |   |
| Portugalia                                             | Holandia        | Belgia | Austria | Luksemburg | Szwajcaria | Monako | Szwecja | Finlandia | Francja | Włochy | Wielka Brytania | Norwegia | Irlandia | Hiszpania | Niemcy | Jugosławia |   |   |
| Uczestnicy konkursu                                    | Portugalia      |        |         |            |            |        |         |           |         |        |                 |          |          | 2         |        | 3          |   |   |
| Uczestnicy konkursu                                    | Holandia        |        |         |            |            |        |         |           |         |        |                 | 1        |          |           |        |            |   |   |
| Uczestnicy konkursu                                    | Belgia          | 1      |         |            |            | 1      |         |           |         | 1      | 1               | 3        | 1        |           |        |            |   |   |
| Uczestnicy konkursu                                    | Austria         |        |         |            |            |        |         |           |         |        |                 |          |          |           |        | 2          |   |   |
| Uczestnicy konkursu                                    | Luksemburg      |        | 1       |            | 1          |        |         | 1         |         |        | 1               |          | 1        |           |        |            |   |   |
| Uczestnicy konkursu                                    | Szwajcaria      |        |         |            |            |        |         |           |         |        |                 |          |          |           |        |            |   | 2 |
| Uczestnicy konkursu                                    | Monako          |        | 2       |            |            | 1      |         |           |         | 3      |                 |          | 1        |           | 1      |            |   |   |
| Uczestnicy konkursu                                    | Szwecja         | 1      | 1       |            |            |        |         |           |         | 1      |                 |          | 2        | 6         | 4      |            |   |   |
| Uczestnicy konkursu                                    | Finlandia       |        |         |            |            |        |         |           |         |        |                 |          |          | 1         |        |            |   |   |
| Uczestnicy konkursu                                    | Francja         |        | 3       | 6          | 2          | 3      | 3       |           | 1       |        |                 | 2        |          |           |        |            |   |   |
| Uczestnicy konkursu                                    | Włochy          | 1      |         |            |            |        | 2       |           |         |        |                 |          |          |           |        | 2          |   | 2 |
| Uczestnicy konkursu                                    | Wielka Brytania | 1      | 2       | 2          |            | 1      | 4       | 5         | 3       | 2      | 4               | 1        |          |           | 1      |            | 2 |   |
| Uczestnicy konkursu                                    | Norwegia        |        |         |            |            | 1      |         |           |         |        |                 |          |          |           |        | 1          |   |   |
| Uczestnicy konkursu                                    | Irlandia        | 1      | 1       | 1          | 4          | 1      |         |           | 4       |        |                 |          |          |           |        |            |   | 6 |
| Uczestnicy konkursu                                    | Hiszpania       | 4      |         |            | 2          | 1      |         | 4         |         | 3      | 4               | 3        |          | 1         | 1      |            | 6 |   |
| Uczestnicy konkursu                                    | Niemcy          |        |         |            |            | 1      | 1       |           | 2       |        |                 |          | 5        |           |        | 2          |   |   |
| Uczestnicy konkursu                                    | Jugosławia      | 1      |         | 1          | 1          |        |         |           |         |        |                 |          |          |           | 3      |            | 2 |   |
| Kraje w tabeli są uporządkowane w kolejności występów. |                 |        |         |            |            |        |         |           |         |        |                 |          |          |           |        |            |   |   |

## Międzynarodowi nadawcy i głosowanie
Spis poniżej przedstawia kolejność głosowania poszczególnych krajów w 1968 wraz z nazwiskami sekretarzy, którzy przekazywali punkty od swojego państwa. Każdy krajowy nadawca miał również swojego komentatora, który relacjonował w ojczystym języku przebieg konkursu. Nazwiska każdego z nich również są podane poniżej:
| L.p. | Kraj            | Sekretarz                      | Komentator                | Nadawca                 |
| ---- | --------------- | ------------------------------ | ------------------------- | ----------------------- |
| 01   | Portugalia      | Maria Manuela Furtado          | Fialho Gouveia            | RTP                     |
| 02   | Holandia        | Willem Duys                    | Elles Berger              | Nederland 1             |
| 03   | Belgia          | André Hagon                    | Janine Lambotte           | RTB                     |
| 03   | Belgia          | André Hagon                    | Herman Verelst            | BRT                     |
| 04   | Austria         | b.d.                           | Emil Kollpacher           | ORF                     |
| 05   | Luksemburg      | b.d.                           | Jacques Navadic           | Télé-Luxembourg         |
| 06   | Szwajcaria      | Alexandre Burger               | Theodor Haller            | TV DRS                  |
| 06   | Szwajcaria      | Alexandre Burger               | Georges Hardy             | TSR                     |
| 06   | Szwajcaria      | Alexandre Burger               | Giovanni Bertini          | TSI                     |
| 07   | Monako          | b.d.                           | Pierre Tchernia           | Télé Monte Carlo        |
| 08   | Szwecja         | Edvard Matz                    | Christina Hansegård       | Sveriges Radio-TV       |
| 09   | Finlandia       | Poppe Berg                     | Aarno Walli               | TV-ohjelma 1            |
| 10   | Francja         | b.d.                           | Pierre Tchernia           | Première Chaîne ORTF    |
| 11   | Włochy          | Mike Bongiorno                 | Renato Tagliani           | Secondo Programma       |
| 12   | Wielka Brytania | Michael Aspel                  | Brak komentatora          | BBC1                    |
| 12   | Wielka Brytania | Michael Aspel                  | Pete Murray               | BBC Radio 1             |
| 13   | Norwegia        | Sverre Christophersen          | Roald Øyen                | NRK                     |
| 14   | Irlandia        | Gay Byrne                      | Brendan O’Reilly          | RTÉ                     |
| 14   | Irlandia        | Gay Byrne                      | Kevin Roche               | Radio Éireann           |
| 15   | Hiszpania       | Joaquín Prat                   | Federico Gallo            | TVE1                    |
| 16   | Niemcy          | Hans-Otto Grünefeldt           | Hans-Joachim Rauschenbach | ARD Deutsches Fernsehen |
| 17   | Jugosławia      | Snežana Lipkovska-Hadžinaumova | Miloje Orlović            | Televizija Beograd      |
| 17   | Jugosławia      | Snežana Lipkovska-Hadžinaumova | Mladen Delić              | Televizija Zagreb       |
| 17   | Jugosławia      | Snežana Lipkovska-Hadžinaumova | Tomaž Terček              | Televizija Ljubljana    |

Konkurs transmitowało kilku nadawców, którzy nie wystawili swojego reprezentanta na 13. Konkurs Piosenki Eurowizji. 
- Bułgaria – b.d. (BNT 1)
- Czechosłowacja – b.d. (Československá televize)
- NRD – b.d. (Deutscher Fernsehfunk)
- Węgry – b.d. (m1)
- Polska – b.d. (TVP)
- Rumunia – b.d. (TVR1)
- ZSRR – b.d. (CT USSR)
- Tunezja – b.d. (ERTT)